# Ľuboš Malovec
Ľuboš Malovec, né le 10 février 1994, est un coureur cycliste slovaque.

## Biographie
Ľuboš Malovec naît le 10 février 1994 en Slovaquie.
En 2011, alors qu'il court pour l'Olympik Trnava, il devient champion de Slovaquie du contre-la-montre juniors et termine 3e du championnat de Slovaquie sur route juniors. Il entre en 2013 dans l'équipe Dukla Trenčín Trek. En 2014, il devient champion de Slovaquie sur route espoirs et termine 2e du championnat de Slovaquie du contre-la-montre espoirs. Il est recruté par l'équipe israélienne Cycling Academy pour sa première saison en 2015.

## Palmarès sur route

### Par année
- 2011
  -  Champion de Slovaquie du contre-la-montre juniors
  - 3e du championnat de Slovaquie sur route juniors
- 2014
  -  Champion de Slovaquie sur route espoirs
  - 2e du championnat de Slovaquie du contre-la-montre espoirs
- 2015
  - 2e du championnat de Slovaquie sur route espoirs
- 2016
  -  Champion de Slovaquie sur route espoirs
  -  Champion de Slovaquie du contre-la-montre espoirs
- 2017
  -  Champion de Slovaquie du contre-la-montre par équipes
- 2019
  - 2e du championnat de Slovaquie du contre-la-montre par équipes

### Classements mondiaux
| Année           | 2015 | 2016 | 2017 | 2018   |
| --------------- | ---- | ---- | ---- | ------ |
| UCI Europe Tour | 584e | 857e |      | 1 203e |

## Palmarès en cyclo-cross
- 2008-2009
  -  Champion de Slovaquie de cyclo-cross cadets
- 2009-2010
  - 3e du championnat de Slovaquie de cyclo-cross cadets